# Friobius leucus
Friobius leucus är en mångfotingart som beskrevs av Chamberlin 1943. Friobius leucus ingår i släktet Friobius och familjen stenkrypare. Inga underarter finns listade i Catalogue of Life.